# Figulus decpiens
Figulus decpiens là một loài bọ cánh cứng trong họ Lucanidae. Loài này được Albers mô tả khoa học năm 1884.